# Zhu Ting
Zhu Ting (chiń.: 朱挺; pinyin: Zhū Tǐng; ur. 15 lipca 1985 w Dalianie) – chiński piłkarz występujący na pozycji obrońcy w drużynie Dalian A’erbin.

## Kariera piłkarska

### Klubowa
Zhu Ting jest wychowankiem klubu Dalian Shide. Pierwsze mecze rozgrywał jednak w 2004 roku, jako piłkarz Dalian Changbo. W Chinese Super League wystąpił 17-krotnie w sezonie 2004 i strzelił jedną bramkę. Od 2005 roku ponownie jest zawodnikiem Dalian Shide, jednak tym razem jest podstawowym zawodnikiem swojego klubu, o czym świadczą statystyki rozegranych spotkań.

### Reprezentacyjna
Zhu Ting debiutował w reprezentacji Chin w 2007 roku. Był również powołany na Puchar Azji 2007. Pierwszą bramkę w reprezentacji strzelił 27 stycznia 2008 w meczu przeciwko Syrii.